# 脇差

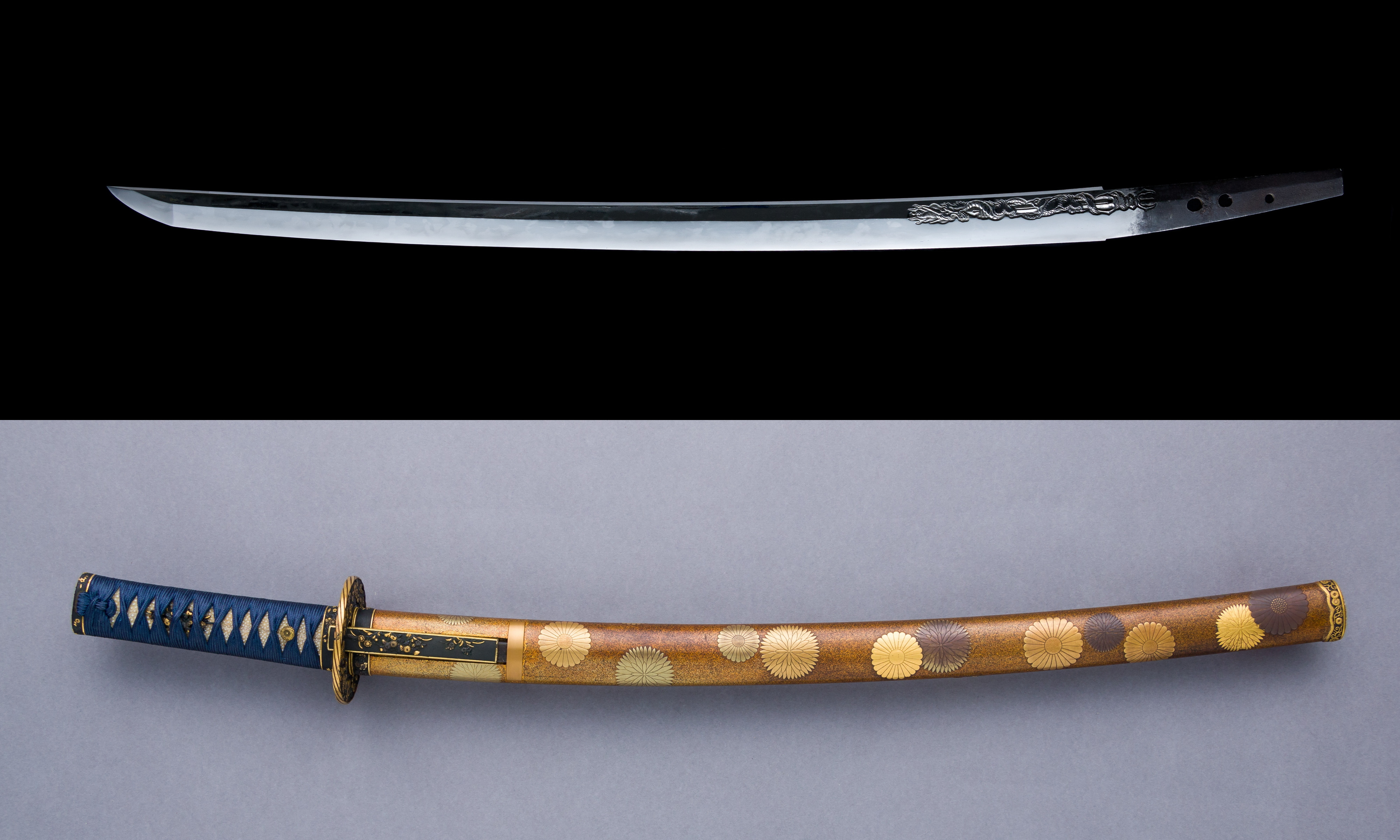
脇差の刀身と拵え。刀身は15世紀から16世紀前半の相州房宗作、拵えは18世紀作。メトロポリタン美術館蔵

脇差（わきざし、わきさし）は、主兵装（本差）が破損などにより使えない時に使用される予備の武器を指す。脇指とも表記される。
太刀の脇の腰帯に差したことが由来となっており、古くは護り刀や腰刀などの短刀も含まれた。室町時代初期にはやや長めの太刀拵えの脇差も現れたが、これを脇差太刀と呼び、打刀拵の場合は大脇差と呼び分けた。
脇差は打刀の一種もであり、その中でも短寸のものをいった。そのため、現在は日本刀の打刀（うちがたな）の大小拵えの小刀（しょうとう）をいうことが多い。「小刀」と書いて「こがたな」と読む場合は、日常用の短刀のうち特に小さいもの、あるいは小型の片刃の物を言う。
日常的な諍いの凶器として用いられることも多く、17世紀後半の江戸では脇差による殺傷、傷害事件が多かった。

## 概要

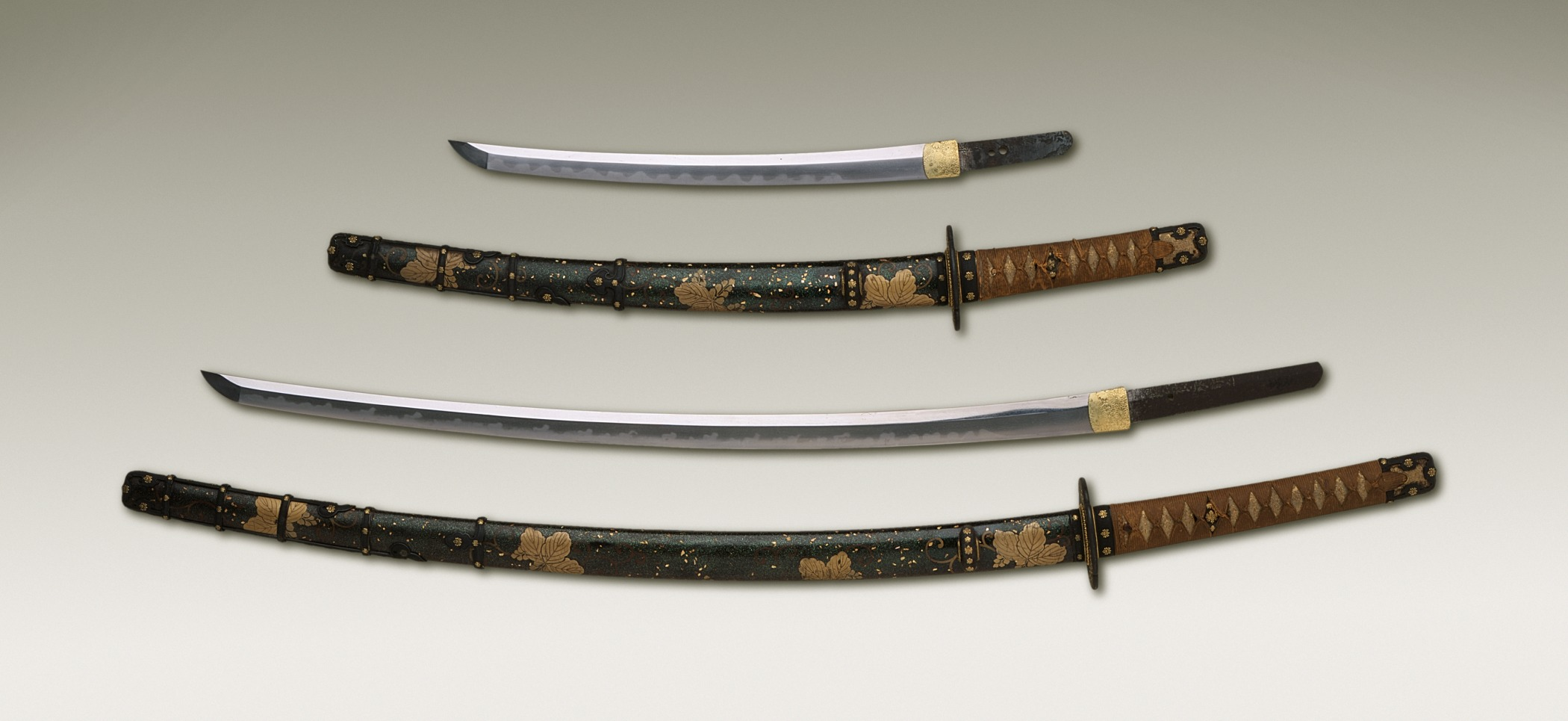
長い打刀と短い脇差の2本差しで大小を構成した。

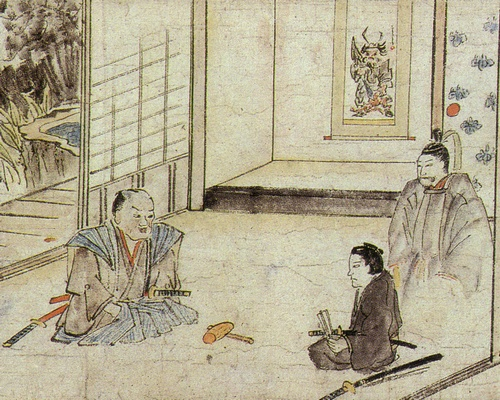
稲生物怪録の挿絵。向かい合う山本五郎左衛門と稲生武太夫は共に打刀を後ろへ置き、脇差を差して着座している。

刺刀から発展したもので、古くは太刀の差し添えとして使われ、打刀と同じく刃を上にして帯に差す。
江戸時代武家諸法度の第一次改正により、武士の正式な差料が大小二つの刀を差すよう定められ、大刀（だいとう）を本差、小刀（しょうとう）を脇差として装備することになった。この時、脇差は刃渡り1尺（30cm）以上2尺（60cm）未満の物とされ、これにより小刀の需要はかなり増えたとされている。このときの脇差、つまり小刀の刀装には通常、大刀と異なり小柄（こづか）はつけるが笄（こうがい）はつけない。従って、打刀の鍔で刀身を通す中心穴（なかごあな）の他に笄櫃と小柄櫃の二穴が開いているのが大刀の、小柄櫃のみの一穴のみ開いているのが小刀の鍔である。
作法として打刀や太刀は屋内に入る際に腰から抜いて刀掛けに置くか中間などに預けるが、脇差はそのまま腰に差すこととなっていた。着座する際にも打刀は手元に無いか、腰から抜いて横か後ろに置くため、不意打ちに対処する際に使うのは脇差であった。『日本武術神妙記』内の逸話として、儀礼の場では打刀を外さなければならないが、事が起これば、脇差一本で主君を守らなければいけないため、そうした想定の下、脇差に長袴の礼装で修練する武士の記述があり、近世期では戦場以外でも用いることが想定されている。脇差の帯刀も許されないのは将軍の御前など限られた場である。
正式な武器とはされず、中間のような武家奉公人の他、百姓町人など非武士身分の者も携帯に制限が無かった。博徒などやくざ者は「長脇差」と称する2尺に満たない（1尺7寸 - 1尺8寸の）物を帯びた。

## 使用
補助的な装備という扱いであったが、戦場においては武器が破損することもあり、脇差を使う小太刀術も考案されている。刃渡りが短いため相手と接近することから体術と併用する技もあり、流派によっては柔（体術）に含まれていることもある。二天一流などの二刀を使う諸流派には、奥義として間合いの外から脇差を投げ、相手が対応する間に接近して切りかかるというものが多く伝承されている。
前述のように屋内にも持ち込めることや、刃渡りが短いことから、屋内や林など狭い場所での戦闘で用いられたとされる。
上意討ち・無礼打ちの際討たれる理不尽を感じた者は、脇差ならば刃向かうことが許された。むしろ討たれる者が士分の場合、何も抵抗せずにただ無礼打ちされた場合は、国家守護を担う軍事・警察力である武家としての「不心得者である」として、生き延びた場合でもお家の士分の剥奪・家財屋敷の没収など厳しい処分が待っていたため、無礼打ちする方・受ける方双方命懸けで臨まねばならなかった。そのため上司が上意討ちをする場合、まず討つ相手に脇差を持たせてけしかけ、刃向かわせてから即座に斬る、という場合もあった。

## 刀と脇差の違い

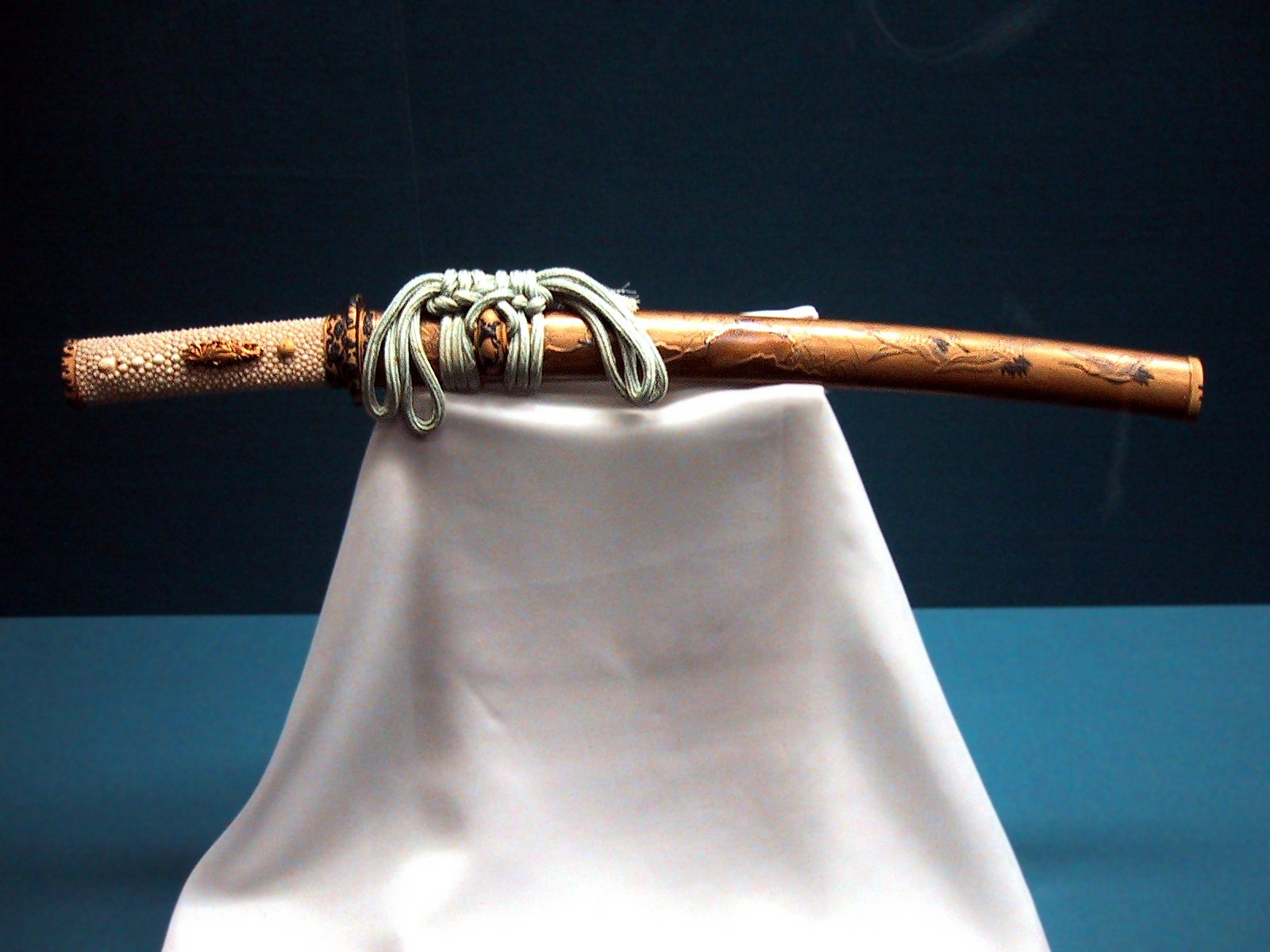
脇差の拵え。（江戸時代、東京国立博物館蔵

刀とは、広義には日本刀の総称であるが、狭義には、2尺（約60.6センチメートル）以上の刃長を持ち、刃を上向きにして腰に差すものを言う。そして、（狭義の）刀と同形の日本刀で、2尺未満のものを脇差と言う。また、現代日本語では、打刀とは、この（狭義の）刀の方の別名である。
しかし、以下に述べるように、このような区別が定着したのは江戸時代半ばである。
もともと、「打刀」とは、長さによらず、刃を上向きにして腰に差し鍔をつける打ち合い用の日本刀の総称で、鎌倉時代などには1尺（約30.3センチメートル）から2尺程度の「打刀」が主流だった。
また、「脇差」という言葉そのものは、南北朝時代に書かれた『太平記』（1370年頃完成）に用例が見られ、淵辺義博が「脇差の刀」を用いたり、南都の衆徒（奈良の僧兵）らが「脇差の太刀」を持っていたという描写がある。しかし、一説によれば、この「脇差」とは隠して差していたという意味で、前者は鎧の下に隠し持っていた短刀、後者は法衣の下に隠し持っていた小太刀のことをこう呼んだのだという。
やがて、戦国時代に入ると、長大化した打刀も現れ、大きい打刀と小さい打刀を同時に差すようになり（大小）、「刀」とは前者を、「脇差」とは後者を示す言葉になった。大小を用いるようになった具体的な時期は諸説あるが、福永酔剣は、永禄年間（1558年 - 1570年）かそれ以降ではないか、と推測している。少なくとも、15世紀半ばに来日した李氏朝鮮の申叔舟や、16世紀初頭の伊勢貞頼の記録では、武士が常用して佩くあるいは差すのはまだ一刀であったことが窺える。
その後、江戸時代のある時点で、（狭義の）刀と脇差を分ける刃長について、具体的に2尺という基準が定着した。角野寿見『享保午記』（享保11年（1726年））、松宮観山『続一歩集』（宝暦3年（1753年））、榊原長俊『本邦刀剣考』（寛政7年（1795年））等によれば、この2尺という値は、本阿弥家が折紙（鑑定書）を書く時の必要上から便宜的に定めたものであるという。
しかし、地方によってはこの本阿弥家の基準は浸透しておらず、新井玉英の『和漢刀剣談』（天保5年（1834年））によれば、仙台藩では刀と脇差を分ける基準は2尺1寸（約63.6センチメートル）であったという。
幕末期には『勤王拵』と称される3尺前後の長い打刀が流行したが、脇差においても長いものが好まれ、新選組局長近藤勇の書簡では打刀とほぼ同寸の長脇差が良いとされている。

## 尺貫法による分類

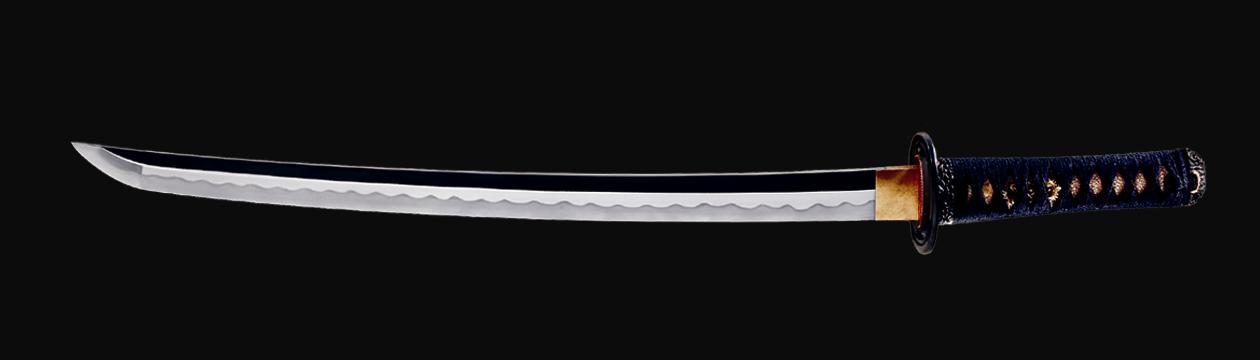
代表的な形状の脇差の全体像

大脇差
1尺8寸以上2尺未満（54.5センチメートル - 60.6センチメートル）
中脇差
1尺3寸以上1尺8寸未満（40センチメートル - 54.5センチメートル）
小脇差
1尺以上1尺3寸未満（40センチメートル未満）

## ギャラリー
- 無銘貞宗（名物 石田貞宗）、貞宗作、14世紀の南北朝時代、重要文化財、東京国立博物館蔵
- 長船元重作、南北朝時代、重要美術品、東京国立博物館蔵
- 黒壇地花鳥蒔絵螺鈿脇指、刀装金工は後藤一乗作、19世紀の江戸時代、東京国立博物館蔵
- 脇差 銘西蓮（さいれん）に付属する島津家の家紋入りの「丸十字文鳳凰蒔絵螺鈿脇差」、江戸時代、三井記念美術館蔵
- 脇差の拵、18世紀から19世紀前半の江戸時代、メトロポリタン美術館蔵
- 縁起の良い古銭がデザインされた脇差拵、19世紀、メトロポリタン美術館蔵